# Eleições estaduais no Piauí em 1986
As eleições estaduais no Piauí em 1986 ocorreram em 15 de novembro, assim como as eleições no Distrito Federal, em 23 estados e nos territórios federais do Amapá e Roraima. Foram eleitos o governador Alberto Silva, o vice-governador Lucídio Portela, os senadores Hugo Napoleão e Chagas Rodrigues, além de 10 deputados federais e 30 estaduais na última eleição para governador onde não vigorava o sistema de dois turnos.
Egresso da UDN, Alberto Silva é formado pela Universidade Federal de Itajubá sendo engenheiro civil, engenheiro eletricista e engenheiro mecânico. De 1941 a 1947 chefiou o Serviço de Transportes Elétricos da Estrada de Ferro Central do Brasil no Rio de Janeiro e de volta ao Piauí elegeu-se prefeito de Parnaíba em 1948 e 1954 e deputado estadual em 1950. Em sua cidade natal dirigiu por duas vezes a estrada de ferro e a seguir a Companhia de Força e Luz até ser nomeado presidente da Companhia Energética do Ceará pelo governador Parsifal Barroso em 1962, permanecendo no cargo durante oito anos.
Já filiado à ARENA foi escolhido governador do Piauí em 1970 pelo presidente Emílio Garrastazu Médici e a partir de então opôs-se politicamente a Petrônio Portela. Coordenador do Programa de Desenvolvimento Industrial e Agrícola do Nordeste (Polonordeste) e presidente da Empresa Brasileira de Transportes Urbanos no Governo Ernesto Geisel. Candidato a senador por uma sublegenda arenista em 1978, foi vencido por Dirceu Arcoverde, sendo, porém, efetivado em 20 de março do ano seguinte após a morte do titular, conforme a legislação vigente. Membro do PP, foi para o PMDB com a incorporação entre as legendas no fim de 1981. Derrotado por Hugo Napoleão (PDS) ao disputar o Palácio de Karnak em 1982, votou em Tancredo Neves no Colégio Eleitoral em 1985, elegendo-se para o governo estadual um ano depois.
O novo vice-governador é o médico Lucídio Portela. Nascido em Valença do Piauí e formado pela Universidade Federal do Rio de Janeiro, é especialista em tisiologia e pós-graduado em Radiologia na Pontifícia Universidade Católica do Rio de Janeiro. Membro da Associação Piauiense de Medicina. Embora fosse da UDN limitou-se a acompanhar a carreira de seu irmão, Petrônio Portela, até que em 1978 foi escolhido governador do estado via ARENA numa eleição indireta, ingressando depois no PDS. Rompeu com o sucessor por conta da eleição presidencial indireta de 1985 na qual Portela manteve-se fiel a Paulo Maluf enquanto Hugo Napoleão filiou-se ao PFL e aderiu a Tancredo Neves.

## Resultado da eleição para governador
Segundo o Tribunal Regional Eleitoral do Piauí houve 99.737 votos em branco (9,71%) e 39.306 votos nulos (3,82%) calculados sobre o comparecimento de 1.027.542 eleitores, com os 888.499 votos nominais assim distribuídos:
| Candidatos a governador do estado | Candidatos a vice-governador | Número | Coligação                                   | Votação | Percentual |
| --------------------------------- | ---------------------------- | ------ | ------------------------------------------- | ------- | ---------- |
| Alberto Silva PMDB                | Lucídio Portela PDS          | 15     | Oposições Coligadas (PMDB, PDS, PCB, PCdoB) | 440.218 | 49,55%     |
| Freitas Neto PFL                  | Deoclécio Dantas PDT         | 25     | Coligação Liberal-Trabalhista (PFL, PDT)    | 425.490 | 47,89%     |
| Nazareno Fonteles PT              | José Pereira da Silva PT     | 13     | PT (sem coligação)                          | 22.791  | 2,56%      |
| Fontes:                           |                              |        |                                             |         |            |

## Biografia dos senadores eleitos

### Hugo Napoleão
Nascido em Portland (EUA) quando seu pai estava em missão oficial no exterior, formou-se advogado em 1967 pela Pontifícia Universidade Católica do Rio de Janeiro. Após estagiar na procuradoria-geral de Justiça da Guanabara, foi assessor jurídico do Banco Denasa de Investimentos e membro do escritório de Victor Nunes Leal, tendo convivido também com o ex-presidente Juscelino Kubitschek. Ingressou na política sob a legenda da ARENA sendo eleito deputado federal em 1974 e 1978. Com o fim do fim do bipartidarismo migrou para o PDS e neste partido foi eleito governador do Piauí em 1982, tornando-se o primeiro titular do Palácio de Karnak escolhido por voto direto em vinte anos. Com a instauração da Nova República entrou no PFL sendo eleito senador em 1986. No curso do mandato foi signatário da Constituição de 1988 e durante o governo do presidente José Sarney assumiu o cargo de ministro da Educação e foi ministro interino da Cultura. De volta ao parlamento foi escolhido presidente nacional do PFL e no governo Itamar Franco foi ministro das Comunicações.

### Chagas Rodrigues
Advogado nascido em Parnaíba e graduado na Universidade de São Paulo em 1945, foi para Lorena onde formou-se oficial da reserva do Exército Brasileiro sob o posto de segundo-tenente e a seguir mudou para o Rio de Janeiro, onde exerceu a advocacia e trabalhou no Ministério da Fazenda. Membro da UDN, elegeu-se deputado federal em 1950. Após migrar para o PTB, renovou o mandato em 1954. Candidato a um novo mandato na Câmara dos Deputados, foi alçado ao posto de candidato a governador do Piauí em 1958 devido ao desastre da Cruz do Cassaco nas proximidades da atual cidade de Demerval Lobão em 4 de setembro daquele ano, onde morreram Demerval Lobão, candidato a governador, e Marcos Parente, candidato a senador. Em meio a comoção, Chagas Rodrigues foi reeleito deputado federal e também eleito governador, optando por assumir o Executivo. Em 1962 foi derrotado na eleição para senador, mas conseguiu outro mandato de deputado federal. Adversário do Regime Militar de 1964, ingressou no MDB com a outorga do bipartidarismo. Reeleito em 1966, foi cassado pelo Ato Institucional Número Cinco em 1969 e permaneceu sem direitos políticos por dez anos. Nesse período viveu em Brasília como professor do Centro de Ensino Unificado de Brasília. Candidato a senador pelo PMDB em 1962, não obteve êxito. Com a Nova República foi secretário do Trabalho de José Aparecido de Oliveira, então governador do Distrito Federal, e em 1986 elegeu-se senador pelo Piauí. Durante seu mandato integrou o grupo de fundadores do PSDB, assinou a Constituição de 1988 e votou a favor do impeachment de Fernando Collor em 1992. Candidato a reeleição em 1994, não foi além do terceiro lugar e encerrou sua vida pública ao fim do mandato.

## Suplente convocado

### Álvaro Pacheco
Nascido em Jaicós, o empresário Álvaro Pacheco concluiu o ensino médio em Teresina antes de mudar para o Rio de Janeiro, onde ingressou no serviço público em 1951 como funcionário do Ministério da Educação e Saúde. Trabalhou com Deolindo Couto junto ao Instituto de Neurologia da Universidade Federal do Rio de Janeiro, além de publicar o Anuário de Arquitetura da Faculdade de Arquitetura e Urbanismo, onde Lúcio Costa publicou estudos e trabalhos acerca do planejamento e construção de Brasília e trabalhar com Artur Reis na Comissão Brasileira de Turismo, antecessora da Embratur. Integrou o Exército Brasileiro por dois anos a partir de 1954, ingressando a seguir no jornalismo, trabalhando em O Jornal, Manchete e Jornal do Brasil. Advogado formado pela Universidade Federal do Rio de Janeiro em 1958, fundou a Artenova quatro anos depois e em 1975 a Artenova Filmes. Proprietário da Ariel Cinematográfica, sediada em Roma, elegeu-se primeiro suplente de senador pelo PFL do Piauí na chapa de Hugo Napoleão em 1986, sendo convocado a exercer o mandato.

## Resultado da eleição para senador
Segundo o Tribunal Regional Eleitoral do Piauí 311.185 eleitores votaram em branco (30,28%) e 55.749 anularam o voto (5,42%) baseados na apuração de 2.055.084 votos, com a ressalva que tais votos e o número total de eleitores estão em dobro por se tratarem de duas vagas em disputa.
| Candidatos a senador da República | Candidatos a suplente de senador                          | Número | Coligação                                   | Votação | Percentual |
| --------------------------------- | --------------------------------------------------------- | ------ | ------------------------------------------- | ------- | ---------- |
| Hugo Napoleão PFL                 | Álvaro Pacheco PFL Calisto Lobo Matos PFL                 | 251    | Coligação Liberal-Trabalhista (PFL, PDT)    | 430.300 | 25,49%     |
| Chagas Rodrigues PMDB             | Murilo Rezende PMDB Raimundo de Sá Urtiga PMDB            | 151    | Oposições Coligadas (PMDB, PDS, PCB, PCdoB) | 417.330 | 24,72%     |
| Helvídio Nunes PDS                | José Lourenço Mourão PDS Washington Raulino PDS           | 111    | Oposições Coligadas (PMDB, PDS, PCB, PCdoB) | 394.629 | 23,38%     |
| Ciro Nogueira PFL                 | Wilson Parente PFL Isaac Batista de Carvalho PFL          | 252    | Coligação Liberal-Trabalhista (PFL, PDT)    | 393.057 | 23,28%     |
| Manoel Meireles PT                | Sebastião Egídio Moreira PT Júlio Pereira dos Santos PT   | 131    | PT (sem coligação)                          | 28.021  | 1,66%      |
| Josué Lustosa Costa PT            | Manoel José dos Santos PT Veríssimo Andrelino da Silva PT | 132    | PT (sem coligação)                          | 24.813  | 1,47%      |
| Fontes:                           |                                                           |        |                                             |         |            |

## Deputados federais eleitos
São relacionados os candidatos eleitos com informações complementares da Câmara dos Deputados.

Representação eleita
  PFL: 5
  PDS: 3
  PMDB: 2

| Deputados federais eleitos | Partido | Votação | Percentual | Cidade onde nasceu | Unidade federativa |
| Heráclito Fortes           | PMDB    | 91.730  | 9,50%      | Teresina           | Piauí              |
| Átila Lira                 | PFL     | 85.186  | 8,80%      | Piripiri           | Piauí              |
| Paulo Silva                | PMDB    | 60.345  | 6,23%      | Parnaíba           | Piauí              |
| Mussa Demes                | PFL     | 55.244  | 5,71%      | Floriano           | Piauí              |
| José Luís Maia             | PDS     | 52.180  | 5,39%      | Picos              | Piauí              |
| Jesus Tajra                | PFL     | 41.358  | 4,27%      | Teresina           | Piauí              |
| Jesualdo Cavalcanti        | PFL     | 39.186  | 4,05%      | Corrente           | Piauí              |
| Paes Landim                | PFL     | 36.589  | 3,78%      | São João do Piauí  | Piauí              |
| Myriam Portela             | PDS     | 27.490  | 2,84%      | Rio de Janeiro     | Rio de Janeiro     |
| Felipe Mendes              | PDS     | 19.766  | 2,04%      | Simplício Mendes   | Piauí              |
| Fontes:                    |         |         |            |                    |                    |

## Deputados estaduais eleitos
Com o número de vagas na Assembleia Legislativa do Piauí elevado de vinte e sete para trinta cadeiras, o PFL ficou com dezesseis ante oito do PMDB e seis do PDS, o que deu à coligação que elegeu o governador Alberto Silva uma minoria de quatorze assentos, ignoradas adesões posteriores ao pleito ou a convocação de suplentes.

Representação eleita
  PFL: 16
  PMDB: 8
  PDS: 6

| Deputados estaduais eleitos | Partido | Votação | Percentual | Cidade onde nasceu    | Unidade federativa |
| Marcelo Castro              | PMDB    | 26.708  | 2,78%      | São Raimundo Nonato   | Piauí              |
| Sebastião Leal              | PFL     | 22.813  | 2,37%      | Uruçuí                | Piauí              |
| Waldemar Macedo             | PFL     | 22.607  | 2,35%      | São Raimundo Nonato   | Piauí              |
| Xavier Neto                 | PFL     | 21.726  | 2,26%      | Amarante              | Piauí              |
| Warton Santos               | PMDB    | 20.797  | 2,16%      | Picos                 | Piauí              |
| Francisco Costa             | PFL     | 20.180  | 2,10%      | Barras                | Piauí              |
| Robert Freitas              | PFL     | 19.231  | 2,00%      | José de Freitas       | Piauí              |
| Sabino Paulo                | PFL     | 19.196  | 1,99%      | São João do Piauí     | Piauí              |
| Maurício Melo               | PFL     | 18.330  | 1,90%      | Campo Maior           | Piauí              |
| Juraci Leite                | PFL     | 18.315  | 1,90%      | Pedro II              | Piauí              |
| Barros Araújo               | PFL     | 18.063  | 1,88%      | Picos                 | Piauí              |
| Humberto Silveira           | PFL     | 15.631  | 1,62%      | Jaicós                | Piauí              |
| Marcelo Coelho              | PDS     | 15.630  | 1,62%      | Teresina              | Piauí              |
| Juarez Tapety               | PFL     | 15.474  | 1,61%      | Oeiras                | Piauí              |
| Moraes Souza                | PFL     | 14.961  | 1,55%      | Parnaíba              | Piauí              |
| Wilson Brandão              | PFL     | 13.577  | 1,41%      | Pedro II              | Piauí              |
| Antônio Rufino              | PFL     | 12.937  | 1,34%      | Novo Oriente do Piauí | Piauí              |
| Paes Landim                 | PFL     | 12.381  | 1,29%      | São João do Piauí     | Piauí              |
| Adelmar Pereira             | PDS     | 12.205  | 1,27%      | Floriano              | Piauí              |
| Fernando Monteiro           | PFL     | 12.080  | 1,25%      | Teresina              | Piauí              |
| Luciano Nunes               | PMDB    | 11.749  | 1,22%      | Oeiras                | Piauí              |
| João Silva Neto             | PMDB    | 11.725  | 1,22%      | Parnaíba              | Piauí              |
| Kleber Eulálio              | PMDB    | 10.355  | 1,07%      | Teresina              | Piauí              |
| José Reis Pereira           | PMDB    | 10.033  | 1,04%      | São João do Piauí     | Piauí              |
| Gérson Mourão               | PDS     | 9.942   | 1,03%      | Pedro II              | Piauí              |
| Themístocles Filho          | PMDB    | 9.781   | 1,01%      | Teresina              | Piauí              |
| Adolfo Nunes                | PDS     | 9.620   | 1,00%      | Teresina              | Piauí              |
| Francisco Figueiredo        | PMDB    | 8.904   | 0,92%      | União                 | Piauí              |
| Guilherme Melo              | PDS     | 8.710   | 0,90%      | Teresina              | Piauí              |
| Newton Macedo               | PDS     | 8.560   | 0,89%      | São Raimundo Nonato   | Piauí              |
| Fontes:                     |         |         |            |                       |                    |

## Estatísticas parlamentares
Na análise da tabela a seguir é oportuno lembrar que o PFL foi criado em 1984 para apoiar a candidatura de Tancredo Neves à presidência da República e em virtude desse fato referenciamos apenas o quadro partidário vigente nos meses anteriores à eleição e no momento do pleito sem comparações com os números de 1982. 
| Partido | Antes | Em 1986 | Variação |
| ------- | ----- | ------- | -------- |
| PFL     | 05    | 05      |          |
| PDS     | 02    | 03      |          |
| PMDB    | 02    | 02      |          |

| Partido | Antes | Em 1986 | Variação |
| ------- | ----- | ------- | -------- |
| PFL     | 17    | 16      |          |
| PMDB    | 08    | 08      |          |
| PDS     | 01    | 06      |          |
| PDT     | 01    | 00      |          |

## Eleições municipais
Houve eleições municipais em Alagoinha do Piauí onde o PDS elegeu o prefeito Salomão Caetano de Carvalho.